# Boudet-Insel
Die Boudet-Insel (französisch Île Boudet) ist eine Insel im Wilhelm-Archipel vor der Westküste des Grahamlands im Norden der Antarktischen Halbinsel. Sie ist die größte der kleinen Inseln vor dem südlichen Ende der Petermann-Insel.
Teilnehmer der Fünften Französischen Antarktisexpedition (1908–1910) entdeckten sie. Expeditionsleiter Jean-Baptiste Charcot benannte sie nach dem französischen Diplomaten Jean Boudet, Konsul Frankreichs in Rio de Janeiro, welcher der Forschungsreise dort behilflich war.